# Giovanna Blanco
Pour les articles homonymes, voir Blanco.
Giovanna José Blanco Bazon, née le 18 décembre 1982 à El Tigre, est une judokate vénézuélienne.

## Palmarès international
| Jeux panaméricains         | Jeux panaméricains | Jeux panaméricains |
| Année                      | Médaille           | Catégorie          |
| -------------------------- | ------------------ | ------------------ |
| 2003                       | argent             | +78 kg             |
| Championnats panaméricains |                    |                    |
| Année                      | Médaille           | Catégorie          |
| 2000                       | bronze             | +78 kg             |
| 2002                       | argent             | Open               |
| 2004                       | or                 | +78 kg             |
| 2004                       | or                 | Open               |
| 2006                       | or                 | Open               |
| 2006                       | argent             | +78 kg             |
| 2008                       | argent             | +78 kg             |